# Mapochiella rotundata
Mapochiella rotundata är en insektsart som beskrevs av Evans 1966. Mapochiella rotundata ingår i släktet Mapochiella och familjen dvärgstritar. Inga underarter finns listade i Catalogue of Life.